# Чеченские добровольцы на стороне Украины
Чече́нские доброво́льцы на стороне Украи́ны (укр. Чеченські добровольці на боці України) — участники вооружённых добровольческих чеченских и иных формирований, воюющих против российских войск на стороне Украины. Позиционируют себя как Вооружённые силы Чеченской Республики Ичкерия.

## История

### Боевые действия на Донбассе 2014—2022
Первые сообщения о чеченских добровольцах, воюющих на стороне Украины, начали появляться в 2014 году. Когда в начале 2014 года в Донбассе начались боевые действия, на территорию Украины прибыли чеченцы из европейских стран и Турции, чтобы воевать на стороне Украины. Они сформировали два чеченских батальона — имени национального героя Чечни Шейха Мансура и имени первого президента Чеченской Республики Ичкерия Джохара Дудаева. Эти батальоны возглавили два участника двух российско-чеченских войн — Умхан Автаев (Муслим Чеберлоевский) и Иса Мунаев.
Иса Мунаев погиб 31 января 2015 года от разрыва снаряда в боях за Дебальцево. После его гибели командиром батальона стал Адам Осмаев, бывший обвиняемый в попытке покушения на президента России Владимира Путина.

### Полномасштабное вторжение России на Украину
На фоне вторжения России на Украину 24 февраля в Брюсселе прошёл съезд чеченской диаспоры Европы в поддержку Украины, организованный Государственным комитетом по де-оккупации Чеченской Республики Ичкерия во главе с Ахмедом Закаевым, который одновременно возглавляет правительство ЧРИ в изгнании. В форуме приняли участие лидеры чеченских общественно-политических организаций, медиа-активисты, экс-командиры Вооружённых сил Чеченской Республики Ичкерия, ветераны войны и отдельные лица. Участники конгресса приняли решение, в дополнение к двум чеченским батальонам, функционирующим на Донбассе с 2014 года на стороне украинских сил, сформировать дополнительные чеченские боевые подразделения для оказания военной помощи Украине в отражении российской агрессии.
26 февраля 2022 года Ахмед Закаев заявил, что из 300 тысяч чеченцев, проживающих в Европе, многие изъявили желание и готовность воевать на стороне Украины. Он добавил, что среди желающих поехать в Украину немало и тех, кто имеет «многолетний опыт боевых действий против российских войск» в Чечне. Между тем, известные чеченские политики и сторонники ЧРИ, проживающие за рубежом – Джамбулат Сулейманов, Муса Ломаев, Анзор Масхадов, Хусейн Исханов, Хасан Халитов, Ахъяд Идигов, Муса Таипов, Мансур Садулаев и многие другие также поддержали сторону Украины и занялись освещением конфликта в СМИ. В мае 2022 года Масхадов и Сулейманов посетили Украину с дипломатической миссией и провели серию встреч с украинскими политиками, журналистами и чеченскими добровольцами из БШМ.
В середине мая 2022 года Закаев побывал в Киеве с рабочим визитом. Он встретился с высокопоставленными украинскими чиновниками в администрации президента Украины Зеленского, где обсуждались вопросы чечено-украинских отношений, а также поднимался вопрос об участии чеченцев в обороне Украины. В совместном эфире с Марком Фейгиным Закаев заявил, что возглавляемая им чеченская делегация прибыла в Украину «с целью создания чеченской бригады в составе интернационального легиона Украины для отражения российского вторжения в Украину и последующей де-оккупации Чеченской Республике Ичкерия».
Вслед за этим, в июле 2022 года указом Закаева в составе Иностранного легиона обороны Украины был сформирован «Отдельный батальон особого назначения» (ОБОН) Вооружённых сил Чеченской Республики Ичкерия, ставший четвëртым чеченским подразделением на стороне Украины. Со слов Закаева, его планируют преобразовать в бригаду, как только вырастет до размеров бригады. Сразу после объявления о создании батальона его бойцы начали проходить огневую подготовку на полигонах Вооружённых сил Украины. В начале августа 2022 года на YouTube-канале Закаева был опубликован видеоролик под заголовком «На полигоне ОБОН ВС ЧРИ». Следом появился ещё один ролик, где несколько человек с закрытыми лицами, находящиеся в одном из частично разрушенных домов, ведут огонь по вражеским силам. Утверждалось, что это бойцы ОБОНа, которые находятся в Донецком направлении. Закаев неоднократно заявлял в интервью украинским журналистам, что создание этой боевой части является одним из этапов в работе по реконструкции и возрождению Вооружённых Сил Чеченской Республики Ичкерия. В связи с этим он многократно обращался к высшему руководству Украины с просьбой признать Ичкерию государством, оккупированным Россией.
Позже, 10 октября 2022 года в Украину приехал один из самых известных лидеров чеченского вооружённого сопротивления Рустам Ажиев, более известный как Абдулхаким Шишани, который является активным участником второй российско-чеченской войны с 2000 по 2009 год. С 2007 года он был командующий Центральным фронтом ВС Ичкерии. В 2013—2020 годах Ажиев воевал в Сирии на стороне суннитской оппозиции, возглавляя отряд «Аджнад аль-Кавказ», состоящий в основном из закалённых в боях чеченских бойцов. По утверждению украинского журналиста, аналитика и автора сайта «chechensinsyria.com» Жоанны Паращук, многие считают Ажиева умелым полководцем, пользующимся большим авторитетом и влиянием. Прибыв на Украину, во главе своей группы он примкнул к отдельному батальону особого назначения, созданному Ахмедом Закаевым при Министерстве обороны Чеченской Республики Ичкерия. Через пару дней после этого, 15 октября 2022 года Закаев назначил его заместителем исполняющего обязанности Верховного Главнокомандующего Вооружёнными Силами Чеченской Республики Ичкерия и присвоил войсковое звание полковника. Этим самым, Ажиев возглавил общее командование армией Чеченской Республики Ичкерия на Украине.

## Военные подразделения
Вооружённые формирования на стороне Украины, в составе которых воюют уроженцы Чечни и представители чеченской диаспоры из Европы:
- Отдельный батальон особого назначения (ОБОН) ВС ЧРИ[25][26][27].
- Чеченский батальон имени Шейха Мансура[28].
- Чеченский батальон имени Джохара Дудаева[29].
- Чеченский батальон имени Хамзата Гелаева[30][31].
- Группа специальных операций («SOG», Special Operation Group) — группа чеченских добровольцев с большим боевым опытом. Очень секретное подразделение в составе Вооружённых сил Украины[20].
- Штурмовой батальон Шалена Зграя («Безумная Стая»)[2][32].
- Крымскотатарский батальон Крым[2].
- Мусульманский корпус Кавказ[33].

### Численность
Как заявил экс-представитель правительства ЧРИ в Финляндии Муса Ломаев, на Украину в качестве добровольцев продолжают стекать участники второй российско-чеченской войны 2000–х годов и гражданской войны в Сирии, а также эмигранты, проживающие за пределами Чечни. Он полагает, что в скором времени их число составит тысячи и десятки тысяч бойцов.
Помимо ОБОН ВС ЧРИ, батальона им. Гелаева, группы специальных операций, а также двух батальонов, действующих на стороне Украины с 2014 года, существует ещё ряд военизированных формирований, где состоят уроженцы Чеченской Республики, многие из которых имеют за спиной огромный военный опыт, в том числе на Украине. Кроме того, много чеченцев разбросаны по различным частям украинской армии.
Согласно данным сайта проимаратовских боевиков «Кавказ-центр», общая численность чеченских добровольцев, воюющих на стороне Украины, по состоянию на 12 июня 2022 года составляла до 500 человек. Информационный ресурс «Кавказ.Реалии» озвучил ту же цифру.
28 июня 2022 года сын Аслана Масхадова Анзор Масхадов во время стрима на своем ютуб-канале «Nizam Channel» сообщил о том, что на днях из Европы на Украину выехала очередная группа из 100 чеченских добровольцев. При этом он отметил, что никто не имеет права призывать чеченскую молодёжь на войну на Украине, если сам не принимает непосредственного участия с оружием в руках.
По состоянию на 16 августа 2022 года, по информации бывшего министра связи Чеченской Республики Ичкерия Саид-Эмина Ибрагимова, общее количество чеченских добровольцев, сражающихся на стороне Украины, достигло тысячи человек.
По состоянию на дату 16.11.2022 контингент добровольцев из числа чеченских эмигрантов в Украине, по данным руководителей «Международного движения за освобождение Чечении — Маршо», составляет 2000 человек.

## Идеология
По словам командиров чеченских добровольцев, основной целью их участия в российско-украинской войне является продолжение многолетней войны чеченского народа с Россией за свою независимость. Так, в интервью «Би-би-си» командир батальона имени Шейха Мансура Муслим Чеберлоевский в ответ на вопрос: «Почему вы воюете на стороне Украины?» сказал следующее: 

 «На это много причин, но, если говорить коротко: мы веками воюем с русскими, уже 400 лет». 
Командир батальона имени первого президента ЧРИ Джохара Дудаева Адам Осмаев, который с 2014 года воюет за Украину, в беседе с «RFE/RL» отметил, что они, чеченские добровольцы, помимо всего прочего, преследуют цель показать, что чеченцы, также пережившие войны с Россией в 1990-х и 2000-х, сопереживают украинскому народу и полностью поддерживают его борьбу за свободу и де-оккупацию своей страны.
Противоположную роль в этом конфликте играют те чеченцы, которые воюют в рядах российской армии. По поводу этого Осмаев говорит: 

 «Из-за антирекламы этих, так скажем, тиктокеров, отношение к чеченцам очень плохое в Украине. Мы пытаемся это исправить как-то, показать, что не только с той стороны есть чеченцы».
Позиция Адама Осмаева относительно своего пребывания в Украине совпадает с позицией командира батальона им. шейха Мансура — «продолжения войны с Россией». Отвечая на вопрос журналиста: «Что для тебя значит то, что сегодня происходит на Украине», он говорит:

«Это просто продолжение той войны. Эта та же самая армия, это те же самые военные преступники. Фронт, грубо говоря, переместился на 600 километров от Чеченской Республики. Воюем мы с тем же врагом. И даже наш президент, Джохар Дудаев, так предсказывал: что будет война с Украиной. Мы знали, что это возможно, мы – естественные союзники с Украиной.

Многие из нас – граждане Украины, есть родившиеся здесь чеченцы. В Украине есть свобода, которой нет в России. В том числе и религиозная свобода, свобода слова, свобода мысли и прочее, и прочее. Само собой, это стоит того, чтобы помогать Украине. Но для нас это продолжение той войны, которая началась почти 30 лет назад».
Один из руководителей Отдельного батальона особого назначения ВС ЧРИ в структуре иностранного легиона Хусейн Джамбетов (позывной — «Бандера») надеется, что именно благодаря российско—украинской войне чеченский народ сумеет вернуть себе независимость своей Родины, за которую он борется несколько столетий:

«Мы вернём свободу на нашей Родине, восстановим государственность Чеченской Республики Ичкерия и наладим нормальную жизнь без этих русских врагов и их приспешников. И не успокоимся до тех пор, пока Флаг Ичкерии не будет развеваться среди флагов других независимых стран», — рассказывает Хусейн в обращении, опубликованном на сайте «Chechenews.com».

## Боевой девиз
Девизом чеченских добровольцев в Украине является исторический лозунг Чеченской республики Ичкерия «Маршо я Iожалла», что в переводе на русский означает «Свобода или смерть».
Данный лозунг стал известен со времëн войн России и Чечни в 1990-х 2000-х годах. Этот клич олицетворял противоборство целого народа с внешним врагом.
Также это выражение встречается в гимне ЧРИ: «Тхо цкъа а цхьанненна къарделла совцур дац, Ӏожалла, я маршо — шиннех цхьаъ йоккхур ю» («Никогда и никому мы не покоримся, смерть или свобода — одного из двух добьëмся») и в песнях чеченских бардов о борьбе за свободу, в частности в песне Хас-Магомеда Хаджимурадова «Свобода или смерть».

### Флаг

Флаг ЧРИ

Флаг чеченских добровольцев — государственный флаг Чеченской Республики Ичкерия, утвержденный в 1991 году первым президентом Чеченской Республики Ичкерия Джохаром Дудаевым, представляет собой полотно, поверх всей половины идет большая зеленая полоса. Снизу флаг разделен на равномерные горизонтальные полосы — белую, красную, белую, зеленую. В символике этого флага зеленый цвет олицетворяет — мир, природу, благополучие и процветание; он занимает основную часть полотна. Белый цвет символизирует путь, по которому должен пойти чеченский народ, чтобы стать свободным и независимым. Красный цвет означает — кровь, пролитую ради достижения свободы.

## Командиры
- Ахмед Закаев — руководитель чеченских добровольцев на Украине по политической части, Верховный Главнокомандующий Вооружёнными силами Чеченской Республики Ичкерии[24][49][50].
- Рустам Ажиев (Абдул-Хаким Шишани) — руководитель чеченских добровольцев на Украине по военной части, заместитель Верховного Главнокомандующего ВС ЧРИ, полковник ВС ЧРИ[24]. Бывший руководитель Центрального фронта Ичкерии, бывший амир преимущественно чеченской группировки «Аджнад аль-Кавказ» в Сирии[51].
- Магомед Муталибов — министр обороны ЧРИ (за рубежом), участник российско-украинского конфликта[52].
- Муслим Мадиев — командир чеченского сопротивления, участник войн в Чечне (1992-1994, 1994—1996, 1999—2013)[53]. Бывший соратник Руслана Гелаева и Докку Умарова. Заместитель командира батальона имени Джохара Дудаева[54][55][56], а также военный советник батальона[57].
- Хаджи-Мурад Зумсо — полковник ВС ЧРИ, командир Отдельного батальона особого назначения Вооружённых сил Ичкерии в составе интернационального легиона Украины[25][27][58].
- Хаважи Амаев (Зумсо аш-Шишани) — подполковник ВС ЧРИ[58], заместитель командира Отдельного батальона особого назначения (ОБОН МО ЧРИ) в составе интернационального легиона Украины[25][27]. Бывший амир одного из секторов Юго-Западного фронта Ичкерии[59]. Один из бывших амиров отряда «Катаиб Ибад ар-Рахман» в Сирии[60][61].
- Муслим Чеберлоевский — 1-й командир батальона имени Шейха Мансура[41].
- Муслим Идрисов — начальник штаба батальона им. Шейха Мансура[62].
- Мурад Хадизов (Мансур Самашкинский) — начальник учебного центра военной подготовки батальона им. Шейха Мансура и один из командиров[63][64].
- «Нарт» (позывной) — один из командиров батальона им. Шейха Мансура[65].
- «Хайбах» (позывной) — командир Отряда особого назначения «Чëрный февраль» в составе батальона имени шейха Мансура[66][67].
- Иса Мунаев — 1-й командир батальона имени Джохара Дудаева[68] (погиб).
- Адам Осмаев — 2-й командир батальона им. Джохара Дудаева[69].
- Казбек Абдурзаков (позывной — «Дзурдзук») — командир Штурмового батальона «Шалена Зграя» («Безумная стая»)[70][71].
- «Рагнар» (позывной) — военный инструктор батальона им. шейха Мансура[72].
- (имя неизвестно) — командир батальона имени Хамзата Гелаева[30] (Чеченский спецназ имени Хамзата Гелаева)[8].
- (имя неизвестно) — командир Группы специальных операций («SOG», Special Operation Group) — отряд чеченских добровольцев с большим боевым опытом. Очень секретное подразделение в составе ВСУ[20].
- Идрис Чеберлоевский — один из командиров батальона имени шейха Мансура[73], полковник ВС ЧРИ[74]
- Муслим Садаев — один из командиров ОБОН ВС ЧРИ, капитан ВС ЧРИ[58][75].
- Халид — один из командиров БШМ.
- «Алабай» (позывной) — командир украинского подразделения[76][77].

### Члены семей известных командиров ЧРИ
1 июля 2022 года на своём официальном YouTube канале Ахмед Закаев разместил видеоролик, на котором один из руководителей Отдельного батальона особого назначения (ОБОН) ВС ЧРИ в составе Иностранного легиона Украины Хусейн Джамбетов с позывным «Бандера» сообщает о «пополнении армии Чеченской республики Ичкерия на Украине» сыном одного из самых известных военных командиров Ичкерии Арби Бараева Фатхи Бараев.
10 августа 2022 года стало известно, что к чеченским добровольцам на Украине присоединился брат убитого в конце 2006 года эмира посёлка Пригородное Грозненского района Джамбулата Садаева (позывной — «Бурка») Муслим Садаев. Об этом сообщил начальник аналитического центра ОБОН Вооружëнных сил ЧРИ Хусейн Джамбетов.

### Перебежчики
- Хусейн Джамбетов (позывной «Бандера»)[83][84] — майор ВС ЧРИ, один из командиров ОБОН МО ЧРИ[42][85][86]. В 2024 году решил перейти на сторону России и, будучи прощённым Кадыровым, вернулся в Чечню[87].

## Состав военно-политического руководства и пресс-служба
Руководство ЧРИ (за рубежом):
- Государственный комитет де-оккупации ЧРИ (ГКД ЧРИ, председатель — Ахмед Закаев)[88];
- Комитет по защите Государственной основы ЧРИ «Толам» (КЗ ГО ЧРИ «Победа», председатель — Джамбулат Сулейманов)[89];
- «Международное движение за освобождение Чечении» (лидер — Анзор Масхадов)[39];
- «Нохчийн маршонан тоба» («Чеченский союз свободы», руководитель — Абубакар Эльмурадов)[90];
- «Народное движение Iадат» (руководитель — Ибрагим Янгулбаев);
- Заместитель Верховного Главнокомандующего ВС ЧРИ (Рустам Ажиев);
- Генеральный представитель правительства ЧРИ на Украине (Ахмад Альвиев);
- Барт-маршо («Единство и свобода», президент — Сайд-Ахмед Усманов);
- Ассамблея чеченцев Европы (координатор — Аслан Муртазалиев)[91]

Официальные представители по политической части:
- Ахмед Закаев — глава правительства ЧРИ за рубежом, представитель по политической части чеченских добровольцев на Украине, бригадный генерал ВС ЧРИ[85][92][93].
- Ахмад Альвиев — генеральный представитель правительства ЧРИ в Украине[85][92].
- Абубакар Эльмурадов — глава «Нохчийн маршонан тоба» (Чеченский союз свободы), бригадный генерал ВС ЧРИ[94], бывший командующий Северо-Западным фронтом Ичкерии с января 2006 года по конец 2007 года[95][96].
- Адам Арсаев — бригадный генерал ВС ЧРИ, участник первой и второй российско-чеченских войн[97].
- Ислам Халимов — бригадный генерал ВС ЧРИ, экс-министр Шариатской госбезопасности ЧРИ, участник первой и второй российско-чеченских войн[98].
- Анзор Масхадов — представитель батальона им. шейха Мансура по политической части[9].
- Ильяс Мусаев — представитель батальона им. Джохара Дудаева по политической части[99].

Официальные представители по военной части:
- Рустам Ажиев — руководитель чеченских добровольцев на Украине по военной части, заместитель Верховного Главнокомандующего Вооружёнными силами Чеченской Республики Ичкерия, полковник ВС ЧРИ[24]. Бывший командующий Центральным фронтом ВС ЧРИ, экс-командир «Аджнад аль-Кавказ».
- Магомед Муталибов — бригадный генерал ВС ЧРИ, министр обороны правительства ЧРИ за рубежом[52].

Официальные представители информационной службы:
- Хусейн Джамбетов (Бандера) — майор ВС ЧРИ, начальник информационно-аналитического отдела ОБОН ВС ЧРИ в составе Иностранного легиона Украины и один из командиров[31][85][92].
- Мурад Хадизов (Мансур Самашкинский) — пресс-секретарь батальона им. шейха Мансура и командир[63].
- Богдан Чеченский — начальник информационного отдела батальона имени шейха Мансура и боец[100].
- Ислам Белокиев — представитель батальона им. шейха Мансура по информационной части[9].
- Магомед Туриев (позывной — «Тор») — представитель пресс-службы батальона имени Джохара Дудаева[101][102].
- «Мага» (позывной) — представитель пресс-службы батальона имени Джохара Дудаева[101].

## Участие в боевых действиях
С 2014 года по февраль 2022 года два добровольческих чеченских батальона в честь Джохара Дудаева и шейха Мансура принимали активное участие в боях на Донбассе на стороне ВСУ против пророссийских сил:
- Бои за Иловайск;
- Бои в районе Дебальцево;
- Бои за Широкино.

С конца февраля 2022 года вместе с Вооружёнными силами Украины активное участие в освобождении территорий Украины от вторжения российских войск принимают пять подразделений Чеченской Республики Ичкерия:
- Битва за Киев (2022);
- Бои в Донецкой области (2022);
- Бои за Северодонецк (2022);
- Бои за Херсон (2022);
- Бои за Харьков (2022);
- Боевые действия на северо-востоке Украины (2022);
- Бои за Изюм;
- Бои за Бахмут;
- Бои за Соледар.

## Нашивки

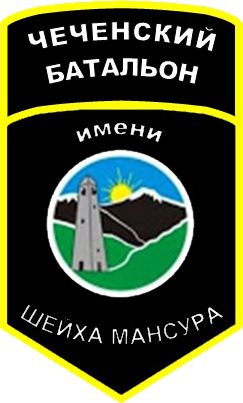
Нашивка БШМ
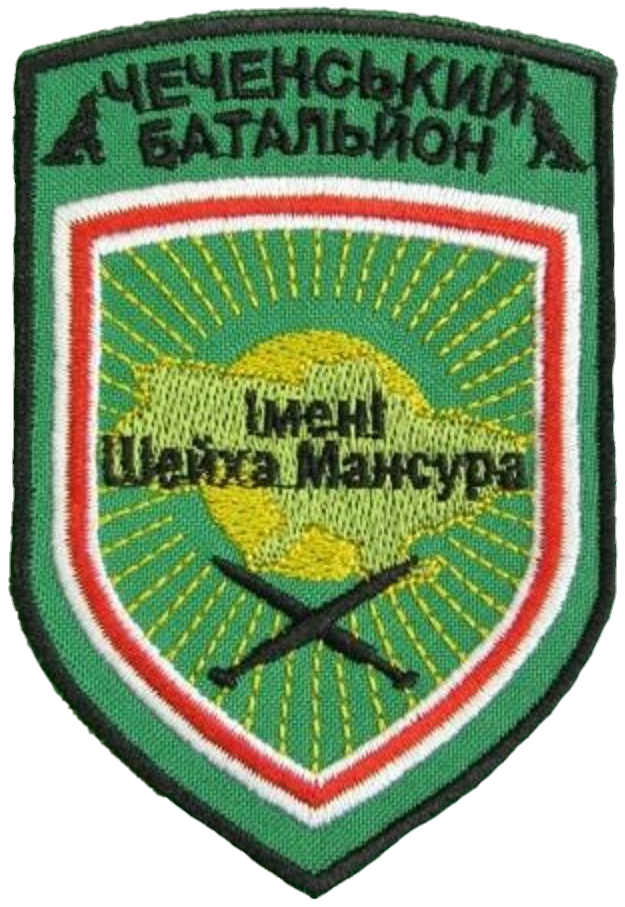
Нашивка БШМ
Нашивка БДД
Нашивка ОБОН ВС ЧРИ